# Valentino Balboni
Valentino Balboni (Casumaro, 13 maggio 1949) è un pilota automobilistico italiano, ex capo collaudatore della Lamborghini.
È andato in pensione nell'ottobre del 2008 a causa delle leggi italiane in materia, dopo aver lavorato per la compagnia per 40 anni.
In onore del suo lavoro, al momento del pensionamento, la Lamborghini ha prodotto nel 2009 un'edizione speciale della Gallardo, la LP550-2 Valentino Balboni.

## Biografia
Iniziò a lavorare per la Lamborghini il 21 aprile del 1968 come meccanico apprendista.

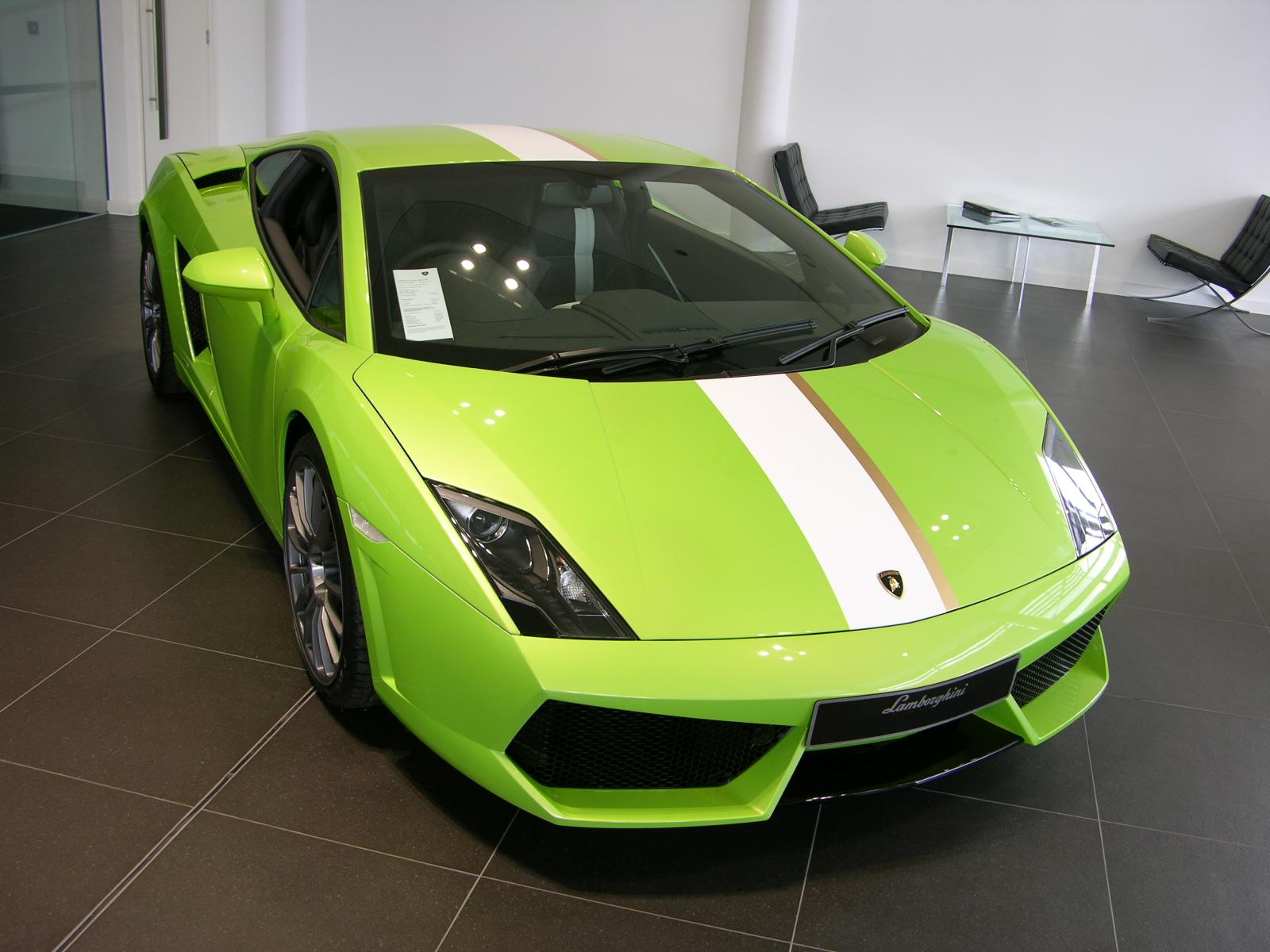
Lamborghini Gallardo LP550-2 Valentino Balboni, vettura creata in suo onore dalla casa del toro

Successivamente il fondatore della casa bolognese in persona, Ferruccio Lamborghini, gli chiese di testare i nuovi veicoli appena costruiti. Affiancò per un periodo il neozelandese Bob Wallace, collaudatore della Lamborghini e nel 1975 ne ereditò ruolo e funzione a seguito della sua partenza per gli Stati Uniti. È riportato che Valentino Balboni abbia guidato circa l'80% di tutte le Lamborghini costruite. Per questo motivo è diventato un personaggio molto noto tra i fan del marchio. Nel 2008 Balboni era ancora attivo per la compagnia come capo collaudatore ed ambasciatore. Capace di parlare correttamente in inglese e tedesco, spesso ha preso parte a molti eventi legati al mondo della casa del toro, come la presentazione di nuovi modelli.

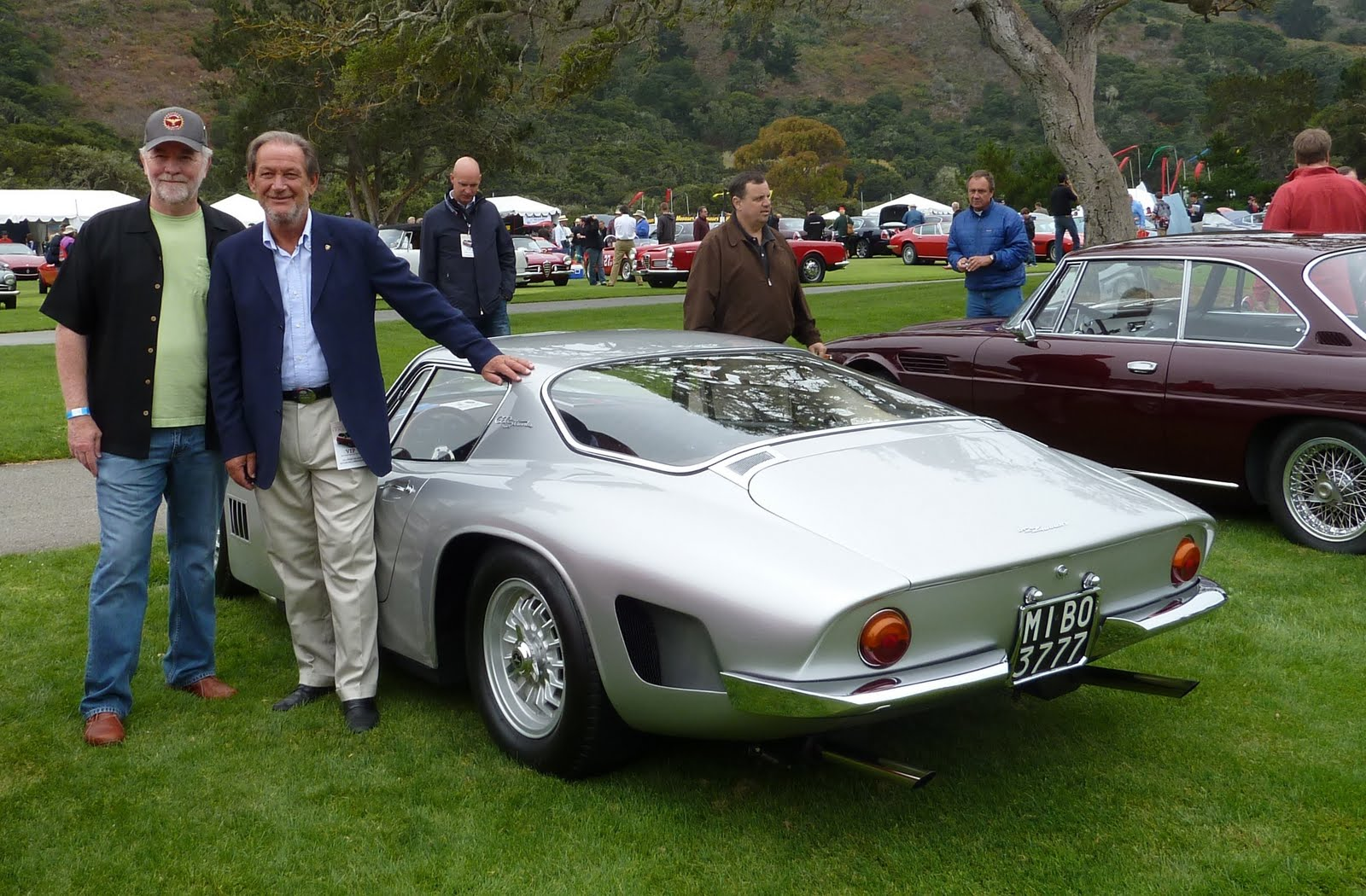
Valentino Balboni (a destra) e Mike Gulett (a sinistra) con una Bizzarrini GT 5300 nel 2013

Nel luglio del 2009, la casa italiana ha annunciato un'edizione speciale della Gallardo, la LP550-2 "Valentino Balboni edition", prodotta in soli 250 esemplari; la compagnia afferma che il veicolo ha la sola trazione posteriore, seguendo le preferenze di Balboni, in favore dell'emozione di guidare con un tale veicolo, rispetto alle altre versioni che hanno tutte la trazione integrale. Queste vetture sono anche decorate con una striscia bianca ed oro che percorre il centro della vettura, ispirata alle auto sportive degli anni 70.
Balboni, nonostante sia ufficialmente in pensione, ha firmato un contratto di due anni con la Lamborghini come un consulente durante il 2010 e che può essere rinnovato più volte.

## Media
Valentino Balboni ha partecipato a molti documentari televisivi legati alla Lamborghini, come Top Gear e Rides.